# آرتمیوس
آرتمیوس (به لاتین: Flavius Artemius) قدیس مسیحی اهل روم باستان بود. ژنرال امپراتوری روم یا بخشدار امپراتوری در مصر بود. کلیساهای کاتولیک و ارتدکس او را با نام آرتمیوس انطاکیه قدیس می‌دانند. جزئیات کمی از زندگی و مرگ آرتمیوس شناخته شده‌است و بسیاری از این جزئیات بین منابع اولیه مسیحیت و پیگنیسم متناقض یا حداقل ناسازگار هستند.